# Spiru Chintilă
Spiru Chintilă (n. 17 septembrie 1921, Bazargic, România – d. 25 aprilie 1985, București, România) a fost un pictor român, reprezentant al cubismului.

## Biografie
- 17 septembrie 1921 - se naște la Bazargic (jud. Caliacra), Spirachi, fiul lui Iani și al Vasilicăi Chintilă
- 1940 – În urma cedării României a teritoriului Cadrilater (jud. Durostor și Caliacra) în favoarea Bulgariei, familia se refugiază la Constanța, o parte din rude se stabilesc și la Medgidia
- 1928 - 1941 – urmează școala la Bazargic, apoi, din clasa a VIII-a, la Liceul Mircea cel Bătrân din Constanța
- 1942 - 1945 – militar în regimentul 2 grăniceri Timiș, apoi școala militară, participă ca ofițer la război în anii 1944 și 1945
- 1945 – 1948 – urmează cursurile Academiei Libere de Pictură Cristea Guguianu din București sub îndrumarea lui Francisc Șirato, Camil Ressu, Alexandru Ciucurencu, arh. Horia Teodoru ... Colegi de studiu îi sunt, printre alții, pictorul Ion Pacea și sculptorul Constantin Lucaci.
- 1945 – 1946 – funcționar la Tribunalul București
- 1947 – 1955 – profesor de desen la Palatul Pionierilor Cotroceni
- 1946 – 1954 – căsătorit cu pictorița Otilia Grosu, cu care are un fiu, Radu Masimo (n. 1949- d. )
- 1955 – se recăsătorește cu pictorița Simona Vasiliu, cu care are doi fii, Andrei (n. 1958- d. ) și Matei (n. 1960)
- 1959 – 1967: secretar general al Uniunii Artiștilor Plastici din România și președinte al Fondului Plastic UAP
- 1985 – se stinge din viață la 25 aprilie la București

## Expoziții personale
- 1954, 1976, 1977, 1979: Galeriile de Artă ale Municipiului București
- 1977, 1979 – Galeriile de Artă ale Municipiului București
- 1980 – expoziția „Tablouri în Ulei”,Oelbilder, Bawag Fondation, Viena, Austria
- 1983 – amplă expoziție retrospectivă la Sala Dalles, București
- 2009 – amplă expoziție retrospectivă postuma „Un sfert de veac fără Spiru Chintilă”, Galeriile Artmark – Centrul Cultural Art Society, București

## Expoziții de grup
- 1952 – cu Ion Pacea, Mihai Danu ș.a.1952: cu Ion Pacea, Mihai Danu
- 1959 – cu Peter Balogh, la Baia Mare
- 1960: „Note de drum din Bulgaria”, București
- 1960 – cu Emilia Dumitrescu, Emilia Niculescu-Petrovici, Simona Vasiliu, Sever Mermeze, Ion Minoiu, Ion Pacea, la Sala Nicolae Cristea, București
- 1965 – cu Mihai Danu, Ion Gheorghiu, Ion Pacea
- 1966 – cu Traian Brădean, Ion Gheorghiu, Gheorghe Iacob
- 1967 – cu Ion Gheorghiu, Ion Pacea, Gh. Șaru, Vladimir Șetran, „5 romanian contemporary painters” la Oates Gallery, Memphis, Tennessee, SUA
- 1978 – cu Titu Drăguțescu, Mihai Rusu, Romeo Zamfirescu

## Expoziții de artă românească organizate peste hotare
Din 1957 până în 1979 participă la aproape toate manifestările românești de peste hotare: URSS, R.P. Bulgaria, R.P. Ungaria, Egipt, Franța, Grecia, RS. Cehoslovacia, SUA, Uruguay, Mexic, Argentina, R.P. Polonă, Brazilia, Portugalia, R.P. China, , Mongolia, Turcia, Finlanda, diferite țări africane

## Lucrări de artă monumentală
Împreună cu Eugen Popa și Constantin Crăciun realizează pictura murală de la Casa de Cultură „Gh. Gheorghiu-Dej” din București (1959). Vitralii la Consiliul Popular, Focșani (1970). Mozaic ceramic împreună cu Simona Vasiliu („Știința in slujba sănătații omului”) la Spitalul din Constanța (1972). Mozaic de marmură împreună cu Simona Vasiliu („Flora și Fauna Deltei”) la un hotel din Tulcea (1979). Împreună cu Romeo Voinescu mozaic ceramic la Tulcea (1978). Cu Titu Drăguțescu și Romeo Zamfirescu mozaic ceramic („Arta și Cultura”) la Casa de Cultură din Câmpina (1979). Împreună cu Titu Drăguțescu proiectul unui mozaic ceramic pentru Casa de Cultură din Medgidia (1984).

## Expoziții colective
Participă din 1947 la Saloanele Oficiale, la expozițiile anuale de stat, bienale, republicane, municipale și interregionale de artă, la expozițiile comemorative și aniversare (1877, 1907, 1944 ș.a.), la Pontica, Constanța, la „Magistralele Socialismului”, „Arta și Natura”, etc. 
În 2012 are 16 tablouri selectate la expoziția S.C.A.R. „Intre tradiționalism și avangarda”  de la Muzeul Municipiului București și reproduse în Catalogul expoziției. 
Participă la ampla expoziție „Artistul și Puterea – Ipostaze ale picturii românești în anii 1950 – 1990”, organizată de Fundația Centrul Cultural Artsociety, în sălile Bibliotecii Naționale București. Participările depășesc cifra 200. 